# Улица Циолковского (Феодосия)
Улица Циолковского — улица в исторической части Феодосии, проходит от Красноармейской улицы заканчиваясь тупиком после пересечения улицы Нахимова.

## История
Частично находится в границах древней генуэзской крепости. У выхода улицы к Адмиральскому бульвару сохранился древний оборонительный ров.
При русском правлении называлась Суворовская улица. Современное название в честь К. Э. Циолковского (1857—1935), русского и советского учёного-автодидакта, разрабатывавшего теоретические вопросы космонавтики.
У пересечения улицы с современной улицей Вити Коробкова, в небольшом сквере с крестом, до 1924 года стояла церковь Николая Чудотворца — один из древнейших храмов города, построенный на фундаментах греческой церкви. После вхождения Крыма в состав Российской империи, храм был освящён в 1791 году, регулярные службы в нём, с декабря 1811 года, возобновились и он стал соборным храмом Феодосии.
С 1873 года в казармах у пересечения улицы с Военной улицей (ныне — Вити Коробкова) размещался Виленский 52-й пехотный полк. В том же году Виленскому полку был передан Никольский храм, который стал называться «Военным». Внутри были установлены мраморные доски с именами всех погибших в боях солдат и офицеров полка. Но в 1924 году храм был снесён.
В советский период территория военных казарм оставалась во владении военного ведомства. Немецкие оккупанты устроили здесь лагерь советских военнопленных, а после войны снова обосновалась часть советских ВС.
В 1952—1954 году на месте разрушенной в годы Великой Отечественной войны застройки возведено здание клуба порта. На улице возводятся новые многоэтажные дома

## Достопримечательности
Частично сохранилась застройка конца XIX века